# Якоб Норц
Якоб Норц (нім. Jakob Norz; 20 жовтня 1920, Заульгруб, Веймарська республіка — 16 серпня 1944, Кіркенес, Норвегія) — німецький льотчик-ас винищувальної авіації, лейтенант люфтваффе. Кавалер Лицарського хреста Залізного хреста.

## Біографія
Після закінчення льотної школи зарахований в 1-у винищувальну ескадру. Учасник Німецько-радянської війни. В 1943 році переведений в 6-у ескадрилью 5-ї винищувальної ескадри. 27 червня 1944 року протягом одного дня збив 12 радянських літаків. 16 серпня 1944 року його літак (Bf-109G-6) був підбитий у бою з радянськими винищувачами і розбився під час аварійної посадки.
Всього за час бойових дій здійснив 332 бойові вильоти і збив 117 радянських літаків.

## Нагороди
- Нагрудний знак пілота
- Залізний хрест 2-го і 1-го класу
- Почесний Кубок Люфтваффе (13 вересня 1943)
- Німецький хрест в золоті (14 жовтня 1943)
- Лицарський хрест Залізного хреста (26 березня 1944) — за 70 перемог.
- Відзначений у Вермахтберіхт
  - «Оберлейтенант Дерр і лейтенант Норц самостійно здобули 12 перемог у важких повітряних боях.» (28 червня 1944)
- Авіаційна планка винищувача в золоті